# Klub Srebrnego Klucza
Klub srebrnego klucza – seria powieści kryminalnych (i nielicznych fantastycznych) ukazująca się w wydawnictwie Iskry w latach 1956–2000. Po latach wznowiona przez wydawnictwo Zysk i S-ka w 2008 r.
Obok serii „Z jamnikiem” „Czytelnika” najpopularniejsza polska seria książek kryminalnych. W „Klubie Srebrnego Klucza” ukazywały się powieści detektywistyczne autorów polskich i zagranicznych, klasyczne i współczesne. Pierwszą książką, wydaną w serii była powieść Agathy Christie N czy M?.
Wydawca napisał o serii: „w powieściach polskich wydawnictwo kładzie szczególny nacisk na popularyzację pracy Milicji Obywatelskiej” oraz „Srebrny Klucz widniejący na okładce będzie odtąd towarzyszył każdej wydanej przez nas książce o treści detektywistycznej. Srebrny Klucz to gwarancja przyjemnej i pouczającej rozrywki”.
Książki, o formacie ok. 17 cm, miały czarne okładki, z logo serii – kluczem. Na tylnej okładce, w dwóch owalnych polach, znajdowała się nota redakcyjna lub fragment powieści.
W 1973 r. wydano powieść braci Strugackich Sprawa zabójstwa, sygnowaną jednocześnie logo dwóch serii: „Klub srebrnego klucza” i „Fantastyka-Przygoda”.

## Wybrane pozycje serii
| autor                              | tytuł                                          | rok wydania | cykl/liczba stron                                   |
| ---------------------------------- | ---------------------------------------------- | ----------- | --------------------------------------------------- |
| Joe Alex                           | Powiem wam jak zginął                          | 1959        | Joe Alex – tom 1                                    |
| Joe Alex                           | Śmierć mówi w moim imieniu                     | 1960        | Joe Alex – tom 2                                    |
| Joe Alex                           | Cichym ścigałam go lotem                       | 1962        | Joe Alex – tom 4                                    |
| Margery Allingham                  | Jak najwięcej grobów                           | 1973        |                                                     |
| Isaac Asimov                       | Pozytronowy detektyw                           | 1960        | R. Daneel Olivaw                                    |
| Claude Aveline                     | Pierścionek z kocim oczkiem                    | 1972        |                                                     |
| Robert Azderball, Roman Frister    | Naszyjnik kapitana Holicza                     | 1957        | Kapitan Holicz - tom 1                              |
| Allen Baxton                       | Tajemniczy medalion                            | 1979        |                                                     |
| Josephine Bell                     | Osaczona                                       | 1959        | David Wintringham                                   |
| Earl Derr Biggers                  | Chińska papuga                                 | 1958        | Charlie Chan – tom 2                                |
| Earl Derr Biggers                  | Charlie Chan prowadzi śledztwo                 | 1959        | Charlie Chan – tom 5                                |
| Nicolas Blake                      | Nazajutrz po śmierci                           | 1971        |                                                     |
| Andrzej Krzysztof Bogusławski      | Świetliste ostrze                              | 1977        |                                                     |
| Robert Brutter                     | Spadek na życzenie                             | 1988        |                                                     |
| Vera Caspary                       | Laura                                          | 1966        |                                                     |
| Emilia Cassa-Kasicka               | Kindżał z Magirota                             | 1963        | Rita Kostecka                                       |
| Raymond Chandler                   | Siostrzyczka                                   | 1983        | Philip Marlowe – tom 5                              |
| Leslie Charteris                   | Simon Templar wkracza do akcji                 | 1967        | Święty – tom 14                                     |
| Leslie Charteris                   | Święty w Nowym Jorku                           | 1982        | Święty – tom 15                                     |
| Peter Cheyney                      | Kat czeka niecierpliwie                        | 1958        | Slim Callaghan                                      |
| Agatha Christie                    | Dziesięciu Murzynków                           | 1960        |                                                     |
| Agatha Christie                    | Tajemnicza historia w Styles                   | 1966        | Herkules Poirot – tom 1                             |
| Agatha Christie                    | N czy M?                                       | 1956        | Tommy i Tuppence Beresford – tom 3                  |
| Wilkie Collins                     | Kamień Księżycowy                              | 1960        |                                                     |
| Arthur Conan Doyle                 | Studium w szkarłacie                           | 1956        | Sherlock Holmes                                     |
| Arthur Conan Doyle                 | Dolina trwogi                                  | 1961        | Sherlock Holmes                                     |
| Arthur Conan Doyle                 | Pies Baskerville’ów                            | 1958        | Sherlock Holmes                                     |
| Arthur Conan Doyle                 | Przygody Sherlocka Holmesa                     | 1963        | Sherlock Holmes                                     |
| Anthony Berkeley Cox               | Omyłka sądowa                                  | 1967        |                                                     |
| Freeman Wills Crofts               | Tajemnica Hog's Back                           | 1985        | Inspektor Joseph French - tom 10                    |
| Czesław Czerniawski                | Ta cholerna mgła                               | 1983        | Antoni Doliński                                     |
| Bogdan Daleszak                    | Śmierć podróżowała "stopem"                    | 1978        |                                                     |
| Peter Malcolm de Brissac Dickinson | Tajemnica plemienia Ku                         | 1975        | James Pibble - tom 1                                |
| Peter Malcolm de Brissac Dickinson | Lwy mają apetyt                                | 1975        | James Pibble - tom 2                                |
| Ryszard Doński, Barbara Nawrocka   | Akcja "Chirurg"                                | 1968        | Kapitan Korda                                       |
| Francis Durbridge                  | Szal                                           | 1973        |                                                     |
| Francis Durbridge                  | Harry Brent                                    | 1975        |                                                     |
| Jerzy Edigey                       | Czek dla białego gangu                         | 1963        | Adam Krzyżewski                                     |
| Jerzy Edigey                       | Człowiek z blizną                              | 1970        |                                                     |
| Jerzy Edigey                       | Śmierć czeka przed oknem                       | 1973        | Mecenas Ruszyński                                   |
| Jerzy Edigey                       | Najgorszy jest poniedziałek                    | 1975        | Janusz Kaczanowski Mecenas Ruszyński Adam Niemiroch |
| Jerzy Edigey                       | Alfabetyczny morderca                          | 1981        |                                                     |
| Václav Erben                       | Tajemnica Złotego Księcia                      | 1972        | Kapitan Exner - tom 4                               |
| Wanda Falkowska                    | I kłamstwo zabija                              | 1973        |                                                     |
| Eduard Fiker                       | Seria "C-L"                                    | 1961        | Major Kalaš                                         |
| Dick Francis                       | Pewniak                                        | 1990        |                                                     |
| Danuta Frey                        | Osiem ramion bogini Kali                       | 1976        | Marek Wanacki                                       |
| Danuta Frey                        | Broszka z zielonych kamieni                    | 1979        | Marek Wanacki                                       |
| Danuta Frey                        | Ostatni rejs "Korala"                          | 1984        |                                                     |
| Francisco Garcia Pavón             | Rude siostry                                   | 1974        |                                                     |
| Erle Stanley Gardner               | Aksamitne pazurki                              | 1967        | Perry Mason – tom 1                                 |
| Erle Stanley Gardner               | Pięć dni w Madison City                        | 1970        | Doug Selby - tom 7                                  |
| Erle Stanley Gardner               | Blondynka z podbitym okiem                     | 1971        | Perry Mason – tom 25                                |
| Henryk Gaworski                    | Jelenie jedzą klejnoty                         | 1978        | Alfred Grot                                         |
| Jose Giovanni                      | Śmierć w górach                                | 1982        |                                                     |
| Jerzy Głowacki                     | Bryg Erotica                                   | 1975        | s. 239                                              |
| Piotr Guzy                         | Następny odchodzi 22:25                        | 1957        |                                                     |
| Dashiell Hammett                   | Sokół maltański                                | 1963        | Sam Spade                                           |
| Dashiell Hammett                   | Papierowy człowiek                             | 1965        |                                                     |
| Frances Noyes Hart                 | Sprawa Bellamy’ego                             | 1964        |                                                     |
| Patricia Highsmith                 | Słodka choroba                                 | 1980        |                                                     |
| Adam Hilkiewicz                    | Jego prywatne alibi                            | 1991        |                                                     |
| Elspeth Huxley                     | Morderstwo na safari                           | 1968        | Vachell - tom 2                                     |
| Władysław Huzik                    | Ukradzione twarze                              | 1985        |                                                     |
| Krystyna Jaroszyńska               | Tajemnica polisy nr 1111                       | 1957        |                                                     |
| Alojzy Kaczanowski                 | Rozkoszne przedpołudnie                        | 1961        |                                                     |
| Ryszard Kaczorowski                | Zbrodnia kidnapera                             | 1959        |                                                     |
| Jadwiga Kaflińska                  | Powikłane ślady                                | 1983        | Kapitan Kosiński                                    |
| Andrzej Kakiet                     | Posłaniec śmierci                              | 1984        |                                                     |
| Mary Margaret Kaye                 | Śmierć na Zanzibarze                           | 1994        |                                                     |
| Krzysztof Kąkolewski               | Książę oszustów                                | 1959        |                                                     |
| Krzysztof Kąkolewski               | "Zbawiciel świata" porwany                     | 1960        |                                                     |
| Stefan Kisielewski                 | Zbrodnia w Dzielnicy Północnej                 | 1990        |                                                     |
| Janusz M. Korczak                  | Tajemniczy przyjaciel                          | 1957        | Andrzej Nałęcz                                      |
| Anna Kormik                        | Kto się bał Stefana Szaleja?                   | 1973        |                                                     |
| Tadeusz Kostecki                   | Waza z opoki Ming                              | 1959        |                                                     |
| Tadeusz Kostecki                   | Zaułek mroków                                  | 1956        | s. 444                                              |
| Tadeusz Kostecki                   | Kanion Słonej Rzeki                            | 1957        |                                                     |
| Ryszard Wojciech Kowalski          | W pogoni                                       | 1987        |                                                     |
| Barbara Krzysztoń                  | Agata                                          | 1974        | Kapitan Derko                                       |
| Barbara Krzysztoń                  | Karolino, nie przeszkadzaj                     | 1976        | Kapitan Derko                                       |
| Jerzy Kulczyński                   | Direttissima                                   | 1986        | Porucznik Walczak                                   |
| Kazimierz Kwaśniewski              | Śmierć i Kowalski                              | 1962        |                                                     |
| Kazimierz Kwaśniewski              | Każę aktorom powtórzyć morderstwo              | 1965        | Kapitan Ziętek - tom 2                              |
| Kazimierz Kwaśniewski              | Gdzie jest trzeci król?                        | 1966        |                                                     |
| Kazimierz Kwaśniewski              | Ciemna jaskinia                                | 1968        |                                                     |
| Maria Lang                         | Dość zabójstw                                  | 1959        |                                                     |
| Gaston Leroux                      | Tajemnica żółtego pokoju                       | 1960        | Rouletabille - tom 1                                |
| Maurice Leblanc                    | Arsène Lupin, dżentelmen włamywacz             | 1957        | Arsène Lupin – tom 1                                |
| Salvatore Lombino                  | Szewska pasja                                  | 1990        | 87. komisariat - tom 10                             |
| Philip MacDonald                   | Kto popełni zbrodnię?                          | 1965        |                                                     |
| Ross Macdonald                     | Ruchomy cel                                    | 1970        | Lew Archer – tom 1                                  |
| Ross Macdonald                     | Sprawa Galtona                                 | 1973        | Lew Archer – tom 8                                  |
| Ross Macdonald                     | Pasiasty karawan                               | 1974        | Lew Archer – tom 10                                 |
| Ross Macdonald                     | Lewe pieniądze                                 | 1976        | Lew Archer – tom 13                                 |
| Antoni Marczyński                  | Kłopoty ze spadkiem                            | 1958        |                                                     |
| Ngaio Marsh                        | Szampańskie zabójstwo                          | 1961        | Inspektor Roderick Alleyn - tom 5                   |
| James McClure                      | Lamparty północy                               | 1984        | Kramer & Zondi - tom 2                              |
| Folke Mellvig                      | Strzały w Kalmarze                             | 1960        |                                                     |
| Bruno Miecugow                     | Morderstwo w "Arce Noego"                      | 1962        |                                                     |
| Aleksander Minkowski               | Major opóźnia akcję                            | 1970        |                                                     |
| Artur Morena                       | Czas zatrzymuje się dla umarłych               | 1969        |                                                     |
| Henryk Nakielski                   | Tajemnica krypty przeorów                      | 1990        |                                                     |
| Ryszard Nakonieczny                | Wysoka gorączka                                | 1988        | s. 160                                              |
| Umberto Pesco                      | Ryba płynie za mordercą                        | 1959        |                                                     |
| Ellery Queen                       | Przeklęte miasto                               | 1972        | Ellery Queen - tom 16                               |
| Patrick Quentin                    | Mój syn mordercą?                              | 1964        | Timothy Trant                                       |
| Patrick Quentin                    | Człowiek w matni                               | 1965        |                                                     |
| Patrick Quentin                    | Szatański spisek                               | 1967        | Peter Duluth                                        |
| Patrick Quentin                    | Sześć tygodni w Reno                           | 1969        | Peter Duluth                                        |
| Maciej Patkowski                   | Strzały w schronisku                           | 1969        |                                                     |
| Noël Randon                        | Dwie rurki z kremem                            | 1958        | Randôt                                              |
| Noël Randon                        | Donoszę Ci, Luizo                              | 1959        | Randôt                                              |
| Noël Randon                        | Zbrodnia na konkurs                            | 1962        | Randôt                                              |
| Wirgiliusz Randoński               | Cały ogień na laleczkę                         | 1961        | s. 231                                              |
| Craig Rice                         | Róże pani Cherington                           | 1958        |                                                     |
| Wiesław Rogowski                   | Zaległy wyrok                                  | 1978        |                                                     |
| Aleksander Rowiński                | Świat się kończy                               | 1972        |                                                     |
| Hans-Krister Rönblom               | Śmierć w garnku                                | 1962        |                                                     |
| Hans-Krister Rönblom               | Senator powraca                                | 1963        |                                                     |
| Karol Rudniewski                   | Czy pani wierzy w duchy?                       | 1964        | s. 222                                              |
| Zbigniew Safjan                    | Włamywacze                                     | 1971        | s. 192                                              |
| Zbigniew Safjan                    | Strach                                         | 1973        |                                                     |
| Dorothy Leigh Sayers               | Nieprzyjemność w klubie Bellona                | 1986        | Lord Peter Wimsey – tom 5                           |
| Helena Sekuła                      | Dziewczyna znikąd                              | 1964        | Stefan Korosz                                       |
| Helena Sekuła                      | Naszyjnik z hebanu                             | 1967        | Stefan Korosz - s. 274                              |
| Jerzy Kwiryn Siewierski            | Panią naszą upiory udusiły                     | 1987        |                                                     |
| Jerzy Kwiryn Siewierski            | Pięć razy morderstwo                           | 1976        | Pięć razy morderstwo                                |
| Georges Simenon                    | Maigret i trup młodej kobiety                  | 1969        | Komisarz Maigret                                    |
| Georges Simenon                    | Niepokoje komisarza Maigret                    | 1970        | Komisarz Maigret                                    |
| Georges Simenon                    | Tajemnica komisarza Maigret                    | 1973        | Komisarz Maigret                                    |
| Georges Simenon                    | Bracia Rico                                    | 1973        |                                                     |
| Georges Simenon                    | Chińskie cienie                                | 1990        | Komisarz Maigret                                    |
| Wilhelmina Skulska                 | Słowo inspektora                               | 1979        | Inspektor Rogosz                                    |
| Wilhelmina Skulska                 | O włos od prawdy                               | 1985        | Inspektor Rogosz                                    |
| Wilhelmina Skulska                 | Sylwester inspektora Rogosza                   | 1989        | Inspektor Rogosz                                    |
| Charles Percy Snow                 | Śmierć pod żaglami                             | 1961        |                                                     |
| Tadeusz Kostecki                   | Plan Wilka                                     | 1956        | wyd. 1 – s. 262                                     |
| Robert Louis Stevenson             | Doktor Jekyll i pan Hyde oraz inne opowiadania | 1958        |                                                     |
| Rex Stout                          | Detektywi i storczyki                          | 1969        | Nero Wolfe                                          |
| Arkadij i Boris Strugaccy          | Sprawa zabójstwa                               | 1973        |                                                     |
| Andrzej Strzelczyk                 | Zlecenie                                       | 1989        |                                                     |
| Andrzej Szczypiorski               | Dymisja nadinspektora Willburna                | 1959        | Willburn                                            |
| Paweł Szestakow                    | Labirynt                                       | 1969        |                                                     |
| Anna Śliwicka                      | Śmierć zjechała windą                          | 1988        |                                                     |
| Jiří Štefl                         | Morderca dusz                                  | 1959        |                                                     |
| Dmitrij Tarasienkow                | Kastet z dębowym listkiem                      | 1971        |                                                     |
| Josephine Tey                      | Tam piaski śpiewają                            | 1977        | Inspektor Alan Grant - tom 6                        |
| Josephine Tey                      | Bartłomiej Farrar                              | 1978        |                                                     |
| Bohdan Władysław Tymieniecki       | Heroina                                        | 1985        |                                                     |
| Allen Upward                       | Klub Domino                                    | 1962        | Frank Tarleton                                      |
| Mika Waltari                       | Kto zabił panią Skrof?                         | 1968        | Komisarz Palmu - tom 1                              |
| Mika Waltari                       | Niebezpieczna gra                              | 1968        | Komisarz Palmu - tom 2                              |
| Albert Wojt                        | Prawdziwy mężczyzna                            | 1988        |                                                     |
| Detlef Wolff                       | Sędzia i jego ćpun                             | 1988        |                                                     |
| Jacek Wołowski                     | Kryptonim "Proszek do prania"                  | 1959        |                                                     |
| Jacek Wołowski                     | Oset pleni się w mroku                         | 1963        | Porucznik Chudy                                     |
| William Irish                      | Pani Widmo                                     | 1963        |                                                     |
| Andrzej Wydrzyński                 | Pościg                                         | 1960        | Mike Wynn                                           |
| Andrzej Wydrzyński                 | Plama ciemności                                | 1973        | s. 226                                              |
| Larysa Zajączkowska-Mitzner        | Ćmy                                            | 1976        | Sebastian Chmura                                    |
| Andrzej Zbych                      | Bardzo dużo pajacyków                          | 1968        |                                                     |
| Andrzej Zbych                      | Stawka większa niż życie                       | 1969        | Hans Kloss                                          |
| Witold Zechenter                   | Avaxara                                        | 1958        |                                                     |
| Zygmunt Zeydler-Zborowski          | Spacer po suficie                              | 1957        | Dr Gordon                                           |
| Zygmunt Zeydler-Zborowski          | Czarny Mercedes                                | 1958        | Stefan Downar                                       |
| Zygmunt Zeydler-Zborowski          | Akcja Rudolf                                   | 1963        | Stefan Downar - tom 24                              |
| Zygmunt Zeydler-Zborowski          | Kapitan Bonetti szuka Magdaleny                | 1968        |                                                     |
| Zygmunt Zeydler-Zborowski          | Nawet umarli kłamią                            | 1971        | Stefan Downar; Franciszek Kociuba                   |
| Zygmunt Zeydler-Zborowski          | Brat Mikołaja                                  | 1974        | s. 206                                              |
| Zygmunt Zeydler-Zborowski          | Kot Leokadii Kościelnej                        | 1975        | Stefan Downar                                       |
| Zygmunt Zeydler-Zborowski          | Pasta do zębów                                 | 1979        |                                                     |
| Zygmunt Zeydler-Zborowski          | Sekret Julii                                   | 1981        | Stefan Downar                                       |
| Zygmunt Zeydler-Zborowski          | Major Downar przechodzi na emeryturę           | 1984        | Stefan Downar                                       |
| Krystyn Ziemski                    | Na gorącym uczynku                             | 1976        | Andrzej Korcz                                       |
| Krystyn Ziemski                    | Tropami cieni                                  | 1978        |                                                     |
| antologia                          | Pod szlachetnym koniem (Wyd. I)                | 1963        | Randôt; Joe Alex; Willburn                          |
| antologia                          | Pod szlachetnym koniem (Wyd. II)               | 2000        | Randôt; Joe Alex; Willburn                          |